# Kultura polska
Kultura polska dotyczy kultury rozwijającej się na obszarze Polski rozumianym historycznie ze względu na zmienność granic państwa i okres rozbiorów. Odnosi się także do kultury tworzonej na emigracji, Wielkiej i współczesnej. Jest częścią kultury europejskiej. Jej specyficzny charakter to rezultat mieszania się wpływów kultury zachodnioeuropejskiej i wschodniej, w szczególności Bliskiego Wschodu, a także własny rodzaj obyczajowości kształtujący polskie tradycje.

## Sztuka

### Muzyka

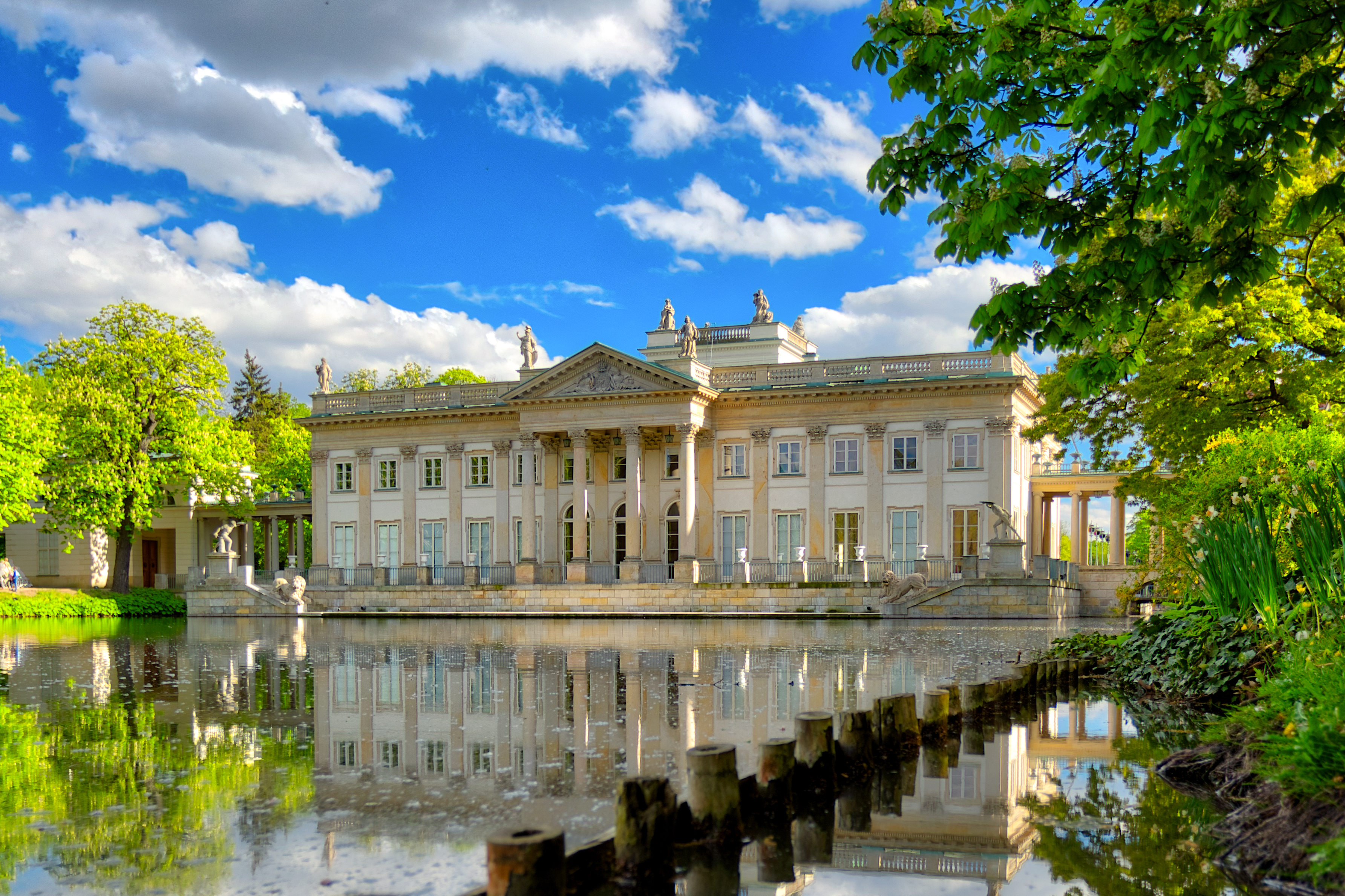
Łazienki – Pałac na Wodzie

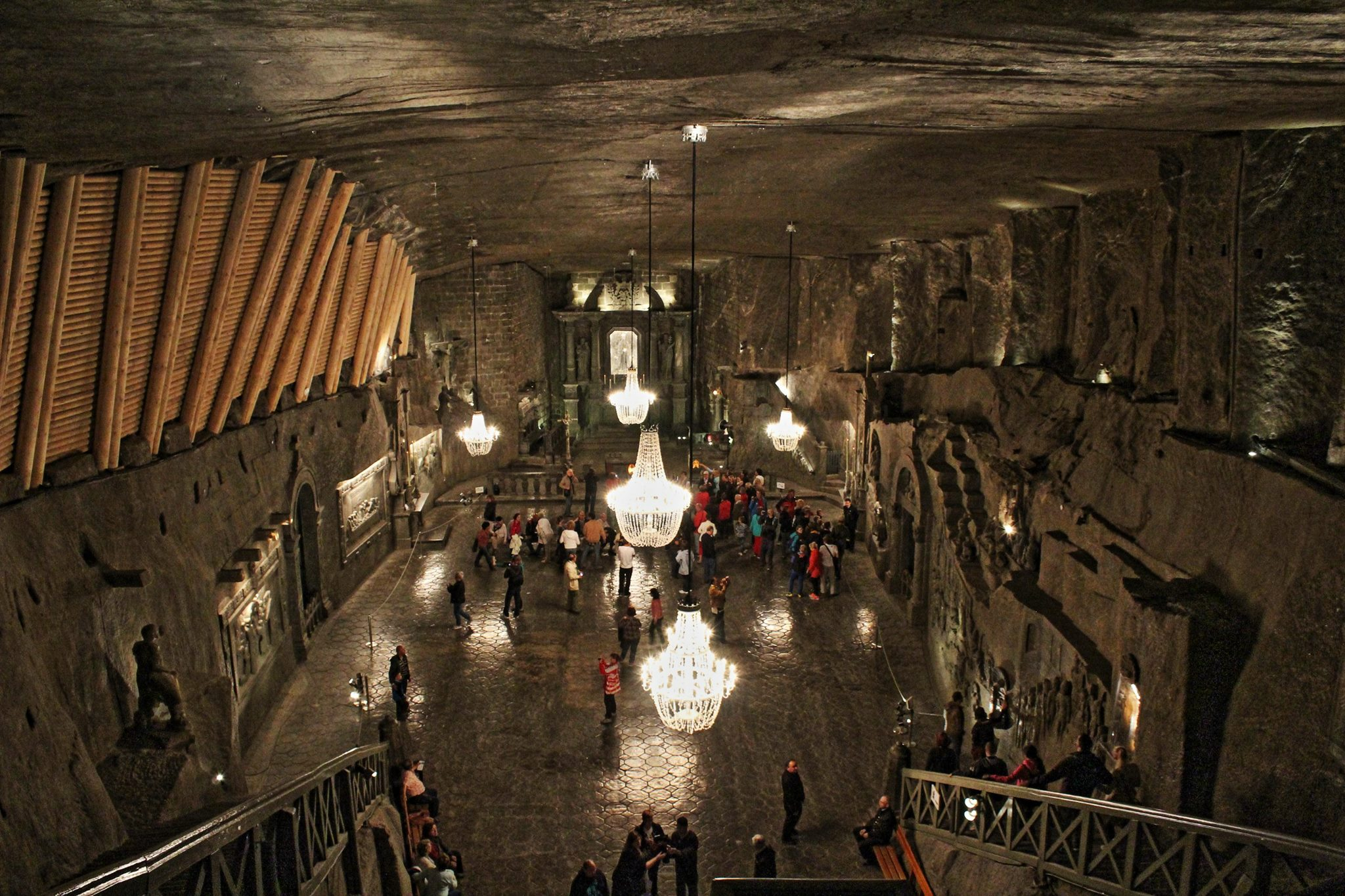
Kopalnia Soli „Wieliczka”

Najczęściej wymieniani polscy kompozytorzy muzyki poważnej to: Fryderyk Chopin, Karol Szymanowski, Krzysztof Penderecki, Zbigniew Preisner, Wojciech Kilar, Ignacy Jan Paderewski, Henryk Wieniawski, Krzysztof Komeda, Andrzej Panufnik, Stanisław Moniuszko, Jan A.P. Kaczmarek, Witold Lutosławski.

### Literatura

#### Początki literatury polskiej w średniowieczu
Literatura średniowieczna w Polsce powstawała pod wpływem krajów zachodnich i chrześcijaństwa. W pierwszym okresie jej rozwoju (do końca XII wieku) na terenie kraju literatura rozwijała się wyłącznie w języku łacińskim, była też zazwyczaj anonimowa. Na prozę składały się utwory hagiograficzne (np. żywot św. Wojciecha Brunona z Kwerfurtu), epistolograficzne, modlitewne i dziejopisarskie (Kronika Galla Anonima, Chronica Polonorum Kadłubka). Poezja miała charakter okolicznościowy, panegiryczny, liturgiczny (sekwencje i tropy) i żałobny. W okresie drugim (XII-XIV w.) w piśmiennictwie rozwijały się kazania (Kazania świętokrzyskie). Pojawiły się pierwsze utwory w języku narodowym (Psałterz floriański, Bogurodzica), język polski wykorzystywany był również w twórczości ustnej. Równouprawnienie zyskał dopiero w okresie trzecim (XIV–XVI w.), w którym powstały takie utwory jak tzw. Lament świętokrzyski i Rozmyślanie przemyskie. Tworzono również polskie przekłady Biblii.

#### Renesans
Początkowo literatura renesansowa powstawała w Polsce po łacinie za sprawą zarówno obcokrajowców (Filip Kallimach, Konrad Celtis), jak i Polaków (Mikołaj Hussowczyk, Andrzej Krzycki). Utwory literackie pisane po polsku pojawiały się coraz częściej od około 1543 roku, kiedy to większe uznanie zaczęli zdobywać tacy pisarze jak: Mikołaj Rej, Andrzej Frycz Modrzewski, Stanisław Hozjusz. W tym okresie wzrosła również popularność literatury o tematyce obywatelskiej. Szczyt rozwoju literatury renesansowej przypadł na lata 1565–1590. Najważniejszymi pisarzami byli wtedy: Łukasz Górnicki, A.P. Nidecki i Jan Kochanowski. Ten ostatni, tworząc pieśni, fraszki i tragedie stał się ojcem polskiego języka literackiego. Od 1590 do początków XVII w. nastąpił zmierzch renesansu w literaturze polskiej.

#### Barok
Na polską literaturę barokową (XVII w.) składa się kilka nurtów, m.in. nurt religijny, rozwijający się pod wpływem kontrreformacji (elegie, emblematy, kazania, pieśni, utwory hagiograficzne, parafrazy ksiąg biblijnych, teksty o charakterze indywidualnym i medytacyjnym, np. Sępa Szarzyńskiego). Drugim nurtem literatury baroku była twórczość jezuitów (głównie łacińska – epigramaty, ody, pieśni, ale także przekłady, np. Biblia Jakuba Wujka). Powstawały również w obrębie tego nurtu traktaty religijne i polityczne (Skarga), modlitewniki, teksty dramaturgiczne dla szkół. Innym nurtem była twórczość sarmacka (formy tradycyjne, nawiązujące do średniowiecza, rozwój poezji ziemiańskiej i rycerskiej, popularność zdobywały sylwy domowe i pamiętniki). Poezja wyrażała poczucie marności dóbr doczesnych oraz przemijania miłości i szczęścia (Roksolanki Zimorowica). Powstawały także erotyki (J.A. Morsztyn). W literaturze baroku wyodrębnia się również twórczość sowizdrzalską (głównie anonimową), w której dominowała parodia, satyra, groteska i nonsens.

#### Oświecenie
Epoka Oświecenia w Polsce rozpoczęła się w pierwszej połowie XVIII w. i związana była z kryzysem demokracji szlacheckiej i zagrożeniem niezależnego bytu państwowego, stąd duża część literatury polskiej tego okresu zajmowała się sprawami obywatelskimi i politycznymi. Twórczość taką uprawiali m.in. Ignacy Krasicki i Adam Naruszewicz. Pisarze ci (podobnie jak Franciszek Bohomolec, Julian Ursyn Niemcewicz i Franciszek Zabłocki) związani byli z klasycyzmem, nawiązującym do twórczości antycznej. Nurt ten stanowił ówcześnie oficjalny i popierany przez króla program literacki Polski. Obok niego funkcjonował nurt sentymentalny, propagowany przez ośrodek Czartoryskich w Puławach. W ramach tego nurtu tworzyli m.in. Franciszek Karpiński i Franciszek Dionizy Kniaźnin. Najpopularniejszymi gatunkami epoki były: oda, sielanka, bajka i satyra. Tworzono również poematy heroikomiczne oraz pierwsze polskie powieści.

#### Romantyzm

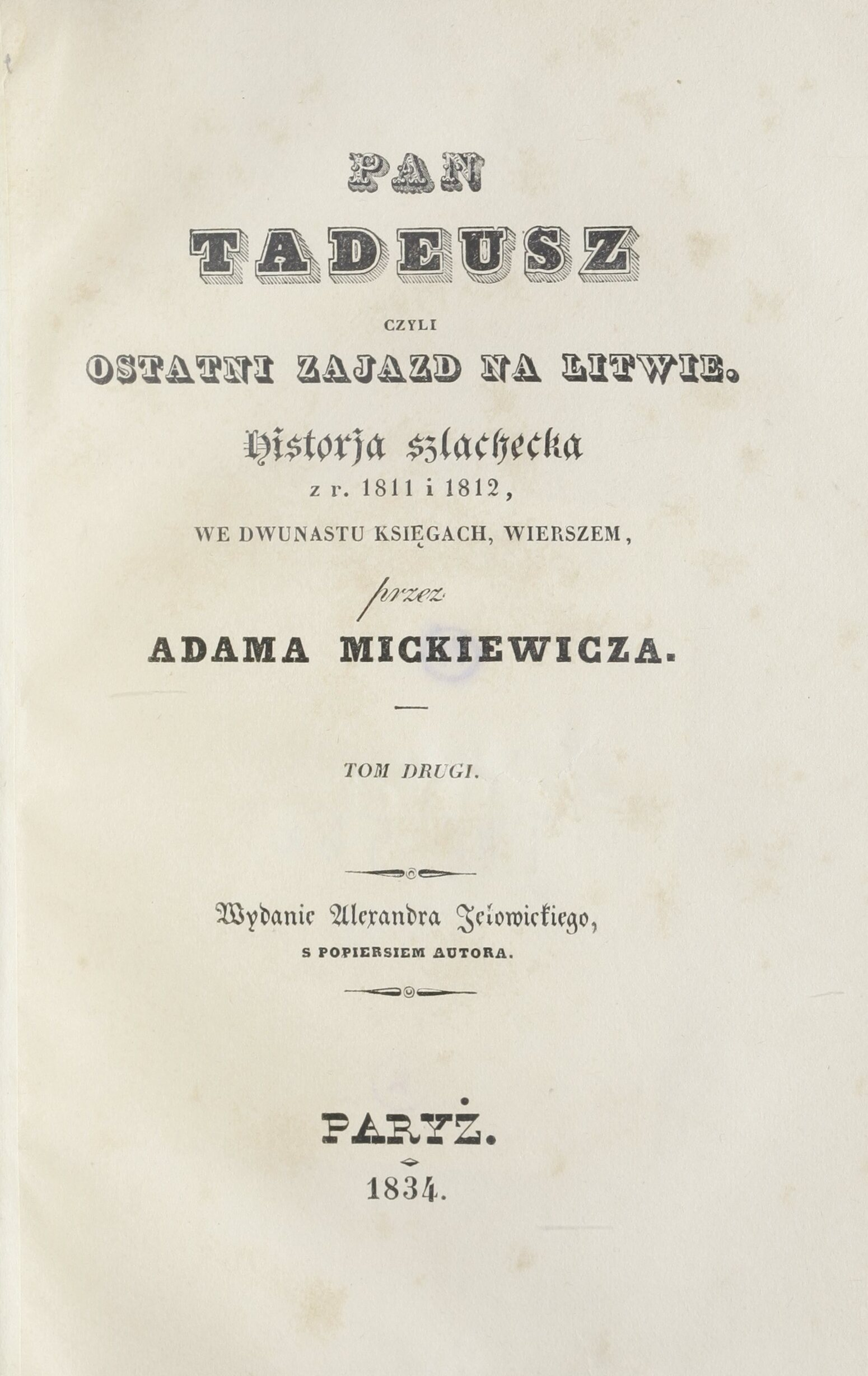
Strona tytułowa Pana Tadeusza, 1834

Sytuacja utraty niepodległości w 1795 wpłynęła w znaczny sposób na literaturę polską, która pełniła odtąd funkcję utrzymywania świadomości narodowej. Pod wpływem romantyzmu niemieckiego i angielskiego wykształcił się i rozwinął nurt polskiego romantyzmu, początkowo rywalizujący z klasycyzmem i sentymentalizmem postanisławowskim, później zaś dominujący aż do 1863 roku. W okresie porozbiorowym gromadzono podania, legendy i pieśni ludowe (Oskar Kolberg). Sytuację literacką zmienił upadek powstania listopadowego: piśmiennictwo od tamtego momentu podzieliło się na literaturę krajową (powieści historyczne Kraszewskiego, gawędy szlacheckie Rzewuskiego, komedie obyczajowe Fredry) oraz emigracyjną, gdzie powstały ważne dzieła dla polskiej literatury: Mickiewicza Dziady i Pan Tadeusz (który został uznany za epopeję narodową), Słowackiego Kordian, Krasińskiego Nie-Boska komedia. Nastąpił gwałtowny rozwój liryki, w tym poezji mistycznej, pojawiły się takie gatunki, jak dramat romantyczny, poemat dygresyjny i szereg innych. Do dzieł powstałych w tamtym okresie odnosiły się wszystkie późniejsze epoki literackie

#### Pozytywizm
Rok 1864 (upadek powstania styczniowego) uznaje się zazwyczaj za początek pozytywizmu w Polsce. Sytuacja polityczna kraju, niewiara w odzyskanie niepodległości metodą zbrojnego oporu oraz zainteresowanie odkryciami naukowymi, zmieniły rolę przypisywaną literaturze polskiej tego okresu. Miała być ona przede wszystkim użyteczna i reagować na aktualne wydarzenia i problemy społeczne. Zmniejszyło się znaczenie poezji (choć wciąż powstawała, tworzyli m.in. Maria Konopnicka, Adam Asnyk), a najwyżej cenionym gatunkiem literackim stała się powieść realistyczna (m.in. Meir Ezofowicz i Nad Niemnem Elizy Orzeszkowej oraz Lalka Bolesława Prusa) lub tendencyjna (m.in. Kraszewski Dziadunio, Orzeszkowa Pan Graba, Pamiętnik Wacławy). Tworzono również liczną nowelistykę (Konopnicka, Sienkiewicz, Prus), a także powieści historyczne, takie jak: Faraon Prusa oraz Ogniem i mieczem, Potop, Pan Wołodyjowski, Krzyżacy, Quo vadis Henryka Sienkiewicza.

#### Młoda Polska
Młoda Polska jest samookreśleniem grupy artystów z lat 1890–1918 i pochodzi z manifestu programowego Artura Górskiego, w którym skrytykował on pozytywistów i przedstawił program literacki młodych twórców. W programie zwrócono uwagę na ponadprzeciętność artysty, podniesiono go do rangi wieszcza, zwykłego człowieka zaś nazwano „filistrem”, czyli osobą ograniczoną. Żądano wolności oraz oddzielenia sztuki od dziedzictwa kulturowego. Powstaje hasło „sztuka dla sztuki” oznaczające rezygnację z obywatelskich powinności piśmiennictwa, a położenie nacisku na indywidualizm i jednostkowe przeżycie. Jednocześnie niektórzy twórcy kontynuowali problematykę wyzwoleńczą. Wtedy tworzyli Jan Kasprowicz, Tadeusz Miciński, Leopold Staff, Stanisław Wyspiański, Stefan Żeromski. Ważną postacią okresu Młodej Polski był Stanisław Przybyszewski, z którego dorobku na uwagę zasługują powieść Il Regno Doloroso oraz autobiografia Moi współcześni.

#### XX i XXI wiek
Polska miała pięciu noblistów w dziedzinie literatury: Henryka Sienkiewicza, Władysława Reymonta, Czesława Miłosza, Wisławę Szymborską i Olgę Tokarczuk. Inni ważni pisarze to Stanisław Ignacy Witkiewicz, Bruno Schulz i Witold Gombrowicz, których zalicza się do awangardy; twórca fantastyki naukowej Stanisław Lem, który przewidział w swoich dziełach ogromną liczbę odkryć naukowych, które stały się faktem: biotechnologia, Internet, rzeczywistość wirtualna; reportażysta Ryszard Kapuściński, którego portrety innych kultur i nacji są szeroko cenione i przekładane na inne języki. Inni ważni pisarze to: Zbigniew Herbert, Sławomir Mrożek, Jarosław Iwaszkiewicz, Leopold Tyrmand, Stefan Chwin, Jerzy Prokopiuk, Andrzej Waligórski, Maria Pawlikowska-Jasnorzewska, Julian Tuwim, Ferdynand Goetel, Piotr Kuncewicz, Paweł Jasienica, Stanisław Jerzy Lec, Tadeusz Boy-Żeleński, Tadeusz Różewicz, Józef Mackiewicz, Andrzej Bobkowski, Zofia Nałkowska, Krzysztof Kamil Baczyński, Stanisław Barańczak, Adam Zagajewski, Tadeusz Konwicki, Stefan Wiechecki, Marcin Świetlicki, Andrzej Stasiuk, Eustachy Rylski i Jerzy Sosnowski.

### Film
Reżyserzy polscy, których filmy zgłoszone zostały do rywalizacji o Oscara w kategorii filmu nieanglojęzycznego: Jerzy Antczak, Sławomir Fabicki, Feliks Falk (2 razy), Robert Gliński, Jerzy Hoffman, Andrzej Jakimowski, Jerzy Kawalerowicz (3 razy), Dorota Kędzierzawska, Krzysztof Kieślowski (3 razy), Jan Jakub Kolski, Andrzej Kotkowski, Kazimierz Kutz (2 razy), Witold Leszczyński, Juliusz Machulski, Czesław Petelski, Magdalena Piekorz, Radosław Piwowarski, Roman Polański (5 razy), Jerzy Stuhr, Piotr Trzaskalski, Andrzej Wajda (7 razy), Leszek Wosiewicz, Krzysztof Zanussi (4 razy), Zbigniew Rybczyński (raz); w kategorii filmu animowanego: Dorota Kobiela.

## Filozofia
Pierwszym znanym filozofem polskim był Witelon, właściwy rozwój filozofii polskiej wiąże się jednak dopiero z założeniem Akademii Krakowskiej – jak inne uniwersytety środkowoeuropejskie, uczelnia ta powstała w czasach stopniowego zmierzchu myśli scholastycznej. Najszerzej znani polscy filozofowie średniowieczni uprawiali przede wszystkim filozofię praktyczną, zwłaszcza powiązaną z koncyliaryzmem myśl społeczną i polityczno-religijną: czynił tak już Mateusz z Krakowa, do innych kluczowych reprezentantów tego nurtu należeli Paweł Włodkowic, Jan z Ludziska i Jan Ostroróg. Na gruncie filozofii spekulatywnej uprawiane były wszystkie główne kierunki filozoficzne późnej scholastyki, tj. tomizm, albertyzm i szkotyzm (via antiqua; główni reprezentanci: Jan z Głogowa, Jakub z Gostynina, Jan ze Stobnicy) i nominalizm (via moderna, główni reprezentanci: Jan z Paradyża, Benedykt Hesse).
Najwybitniejszym reprezentantem humanizmu był w XV wieku Grzegorz z Sanoka, do wczesnej recepcji humanizmu w Polsce przyczynił się także Włoch Filip Kallimach. Głównymi reprezentantami myśli humanistycznej, często o raczej publicystyczno-politycznym niż czysto filozoficznym charakterze, byli w Polsce Sebastian Petrycy, Adam Burski, Stanisław Orzechowski, Łukasz Górnicki, Andrzej Frycz Modrzewski. Szeroko znana była myśl ariańska: prace Faustyna Socyna i Szymona Budnego. Znaczące elementy filozoficzne, zwłaszcza w dziedzinie metodologii nauk przyrodniczych, zawierają dzieła Mikołaja Kopernika.
W XVI wieku na uniwersytetach kontynuowano filozofię szkolną, która odrodziła się wraz z przybyciem do polski jezuitów. Głównym ośrodkiem filozofii jezuickiej była Akademia Wileńska – dużą popularność w Europie zyskał podręcznik logiki Marcina Śmigleckiego, a także dzieło Jana Szydłowskiego. W XVII-wiecznej Polsce rozwijała się także filozofia innowiercza, a zwłaszcza ariańska. Jej przedstawicielami byli krytyk Kartezjusza Jan Ludwik Wolzogen oraz Samuel Przypkowski i Andrzej Wiszowaty. Pisma filozoficzne pozostawił też poeta i prozaik barokowy Stanisław Herakliusz Lubomirski.
Od XVII wieku docierały do Polski nowe, antyscholastyczne idee filozoficzne (nazywane philosophia recentiorum), a w czasach saskich pierwsze idee oświeceniowe (Wawrzyniec Krzysztof Mitzler de Kolof, Daniel Kazimierz Narbutt, Antoni Wiśniewski). W czasach stanisławowskich upowszechniła się kultura oświeceniowa na wzór francuski – wśród filozofów najwybitniejszymi byli Jan Śniadecki, Jędrzej Śniadecki, Hugo Kołłątaj i Stanisław Staszic. Filozofia typu oświeceniowego rozwijała się nadal w pierwszych dekadach wieku XIX, zwłaszcza w Wilnie. Do recepcji kantyzmu przyczynił się natomiast zwłaszcza Józef Kalasanty Szaniawski.
Filozofia pierwszej połowy XIX wieku rozwijała się pod przemożnym wpływem idealizmu niemieckiego: głównymi reprezentantami idealizmu w Polsce byli Józef Hoene-Wroński, Bronisław Trentowski, August Cieszkowski i Karol Libelt. Istotne elementy filozoficzne zawierają także utwory Juliusza Słowackiego i Adama Mickiewicza. Główną ideą filozofii polskiej tego okresu był tzw. mesjanizm polski. Druga połowa XIX wieku ma mniejsze znaczenie filozoficzne: tendencje pozytywistyczne reprezentowali Aleksander Świętochowski i Julian Ochorowicz, ważnym myślicielem socjalistycznym był Edward Abramowski. Przełom XIX i XX wieku to recepcja filozofii życia (Nietzschego i Schopenhauera) – reprezentantem aktywizmu i ważnym teoretykiem kultury był w tym okresie Stanisław Brzozowski.
Wiek XX to okres największego rozkwitu filozofii polskiej, szczególnie logiki. Wiązało się to z działalnością szkoły lwowsko-warszawskiej, założonej przez Kazimierza Twardowskiego. Jej reprezentantami byli m.in. Alfred Tarski, Stanisław Leśniewski, Jan Łukasiewicz, Kazimierz Ajdukiewicz, Tadeusz Kotarbiński, Leon Chwistek, Tadeusz Czeżowski, Izydora Dąmbska. Tarski należy do najwybitniejszych logików współczesnych, do jego najważniejszych osiągnięć należą: definicja prawdy, pojęcie definiowalności, konsekwencji i ω-zupełności. Do głównych osiągnięć Leśniewskiego należą tzw. systemy Leśniewskiego, Łukasiewicza – logiki wielowartościowe, Ajdukiewicza – teoria kategorii semantycznych i inne badania semantyczne, Kotarbińskiego – koncepcja reizmu i rozwój prakseologii. Bliscy szkole lwowsko-warszawskiej byli także socjolog Stanisław Ossowski, współtwórca psychologii polskiej Władysław Witwicki, historyk filozofii i estetyk Władysław Tatarkiewicz, etyk Maria Ossowska. Głównym reprezentantem fenomenologii w Polsce i jednym z czołowych fenomenologów w ogóle był Roman Ingarden. Własny system ontologiczny wypracował Stanisław Ignacy Witkiewicz. Ważnymi filozofami kultury byli Henryk Elzenberg i Marian Zdziechowski. Tomizm i osiągnięcia logiki współczesnej łączyło Koło Krakowskie (Jan Salamucha, Józef Maria Bocheński).
Po II wojnie światowej, mimo trudności politycznych związanych z dominacją filozofii marksistowskiej, filozofia polska nadal się rozwijała, kontynuowali działalność Kotarbiński, Ajdukiewicz, Ingarden i Ossowscy. Do tradycji szkoły lwowsko-warszawskiej nawiązują filozofowie analityczni (Bogusław Wolniewicz, Jan Woleński, Wacław Mejbaum, logik Roman Suszko), rozwija się filozofia katolicka, w tym zwłaszcza neotomizm i personalizm (Mieczysław Krąpiec, Mieczysław Gogacz, Karol Wojtyła, Józef Tischner) oraz wszystkie nurty filozofii XX-wiecznej (Ija Lazari-Pawłowska, Tadeusz Kroński, Leszek Kołakowski, Bronisław Baczko, Marek Siemek, Leszek Nowak, Adam Schaff, Zygmunt Bauman, historyk filozofii Adam Krokiewicz)

## Media

### Środki masowego przekazu

#### Stacje telewizyjne

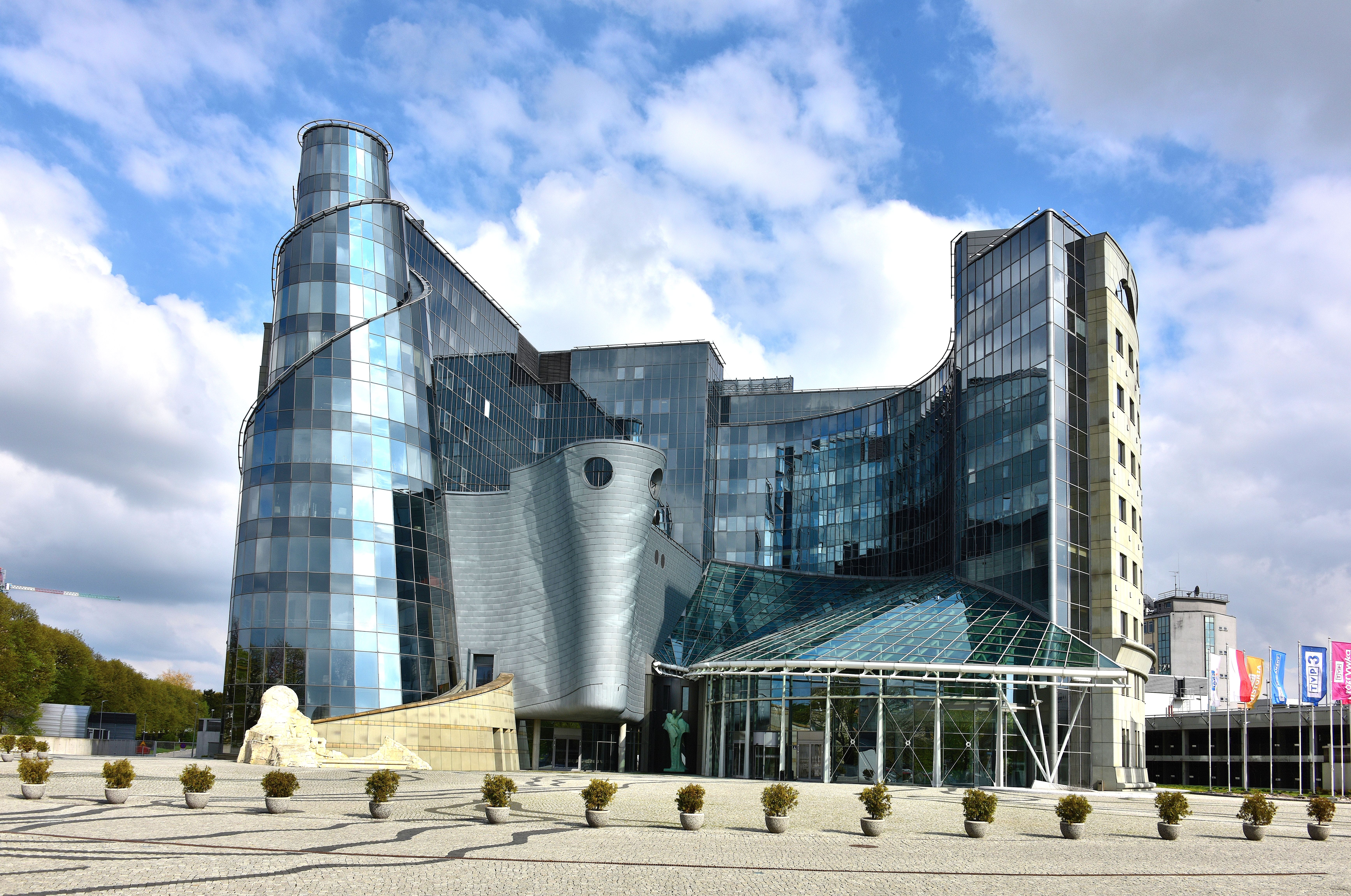
Siedziba TVP w Warszawie

W Polsce działa dziewięć kanałów publicznej Telewizji Polskiej: TVP1, TVP2, TVP Info, TV Polonia, TVP Kultura, TVP Historia, TVP Sport, Белсат TV i TVP HD. Działa także telewizja prywatna: Polsat, TVN, TV4, TV Puls, Canal+, Tele 5 i Polonia 1. Poprzez odbiorniki satelitarne dostępnych jest szereg innych polskojęzycznych kanałów, głównie przez telewizję kablową i platformy cyfrowe: Cyfrowy Polsat, n i Cyfra+.

#### Stacje radiowe
W domenie przekazu radiowego, działa publiczne Polskie Radio: Jedynka, Dwójka, Trójka, Polskie Radio 24, Polskie Radio dla Zagranicy, Czwórka, Polskie Radio Rytm, Polskie Radio Dzieciom. Poza publicznym Polskim Radiem, działa radio prywatne: Radio Zet, RMF FM, Radio Maryja, Radio Eska, Planeta FM, RMF Maxxx i inne, a także wiele stacji lokalnych i internetowych.

#### Prasa
Według danych Związku Kontroli Dystrybucji Prasy, największy nakład wśród dzienników, które poddały się kontroli nakładu, mają (w kolejności od największego): „Fakt”, „Gazeta Wyborcza”, „Metro”, „Super Express”, „Echo Miasta”, „Dziennik Gazeta Prawna”, „Rzeczpospolita”, „Przegląd Sportowy”, „Dziennik Zachodni”, „Gazeta Pomorska”, „Głos Wielkopolski”, „Dziennik Polski”, „Gazeta Podatkowa”, „Express Ilustrowany”, „Dziennik Łódzki”, „Dziennik Bałtycki”, „Gazeta Lubuska”, „Głos Dziennik Pomorza”, „Gazeta Wrocławska”, „Echo Dnia”
Największe opiniotwórcze czasopisma kraju to „Polityka”, „Newsweek Polska” i „Wprost”.

## Sport
Najpopularniejszym sportem w Polsce jest piłka nożna. 18 kwietnia 2007 prezydent UEFA Michel Platini ogłosił, że Mistrzostwa Europy w Piłce Nożnej w 2012 roku odbędą się w Polsce i na Ukrainie. Polskie miasta-gospodarze meczów tej imprezy to Warszawa, Poznań, Gdańsk i Wrocław.
Dużym zainteresowaniem cieszy się również żużel; w tej dyscyplinie m.in. Tomasz Gollob, Jarosław Hampel, Janusz Kołodziej i Wiesław Jaguś odnoszą sukcesy na arenie międzynarodowej. Najbardziej utytułowane kluby żużlowe w Polsce to Unia Leszno, Stal Gorzów, RKM Rybnik, Polonia Bydgoszcz. Popularna jest także siatkówka, po zdobyciu mistrzostwa Europy w 2003 i 2005 przez reprezentację narodową kobiet, tzw. „Złotka”, oraz mistrzostwa świata w 2014 oraz 2018 i mistrzostwa Europy w 2009 przez reprezentację narodową mężczyzn, i koszykówka, choć polskie ligi i reprezentacje nie stoją na wysokim poziomie. W ostatnim okresie na znaczeniu zyskały skoki narciarskie dzięki sukcesom Adama Małysza i Kamila Stocha, Formuła 1 za sprawą Roberta Kubicy, piłka ręczna ze względu na sukcesy reprezentacji Polski na dwóch kolejnych Mistrzostwach Świata w roku 2007 i 2009, a także pływanie dzięki sukcesom m.in. Otylii Jędrzejczak. Wiele osób żywo też interesuje się biegami narciarskimi kobiet, głównie ze względu na Justynę Kowalczyk.

## Obyczaje i tradycje

### Kuchnia

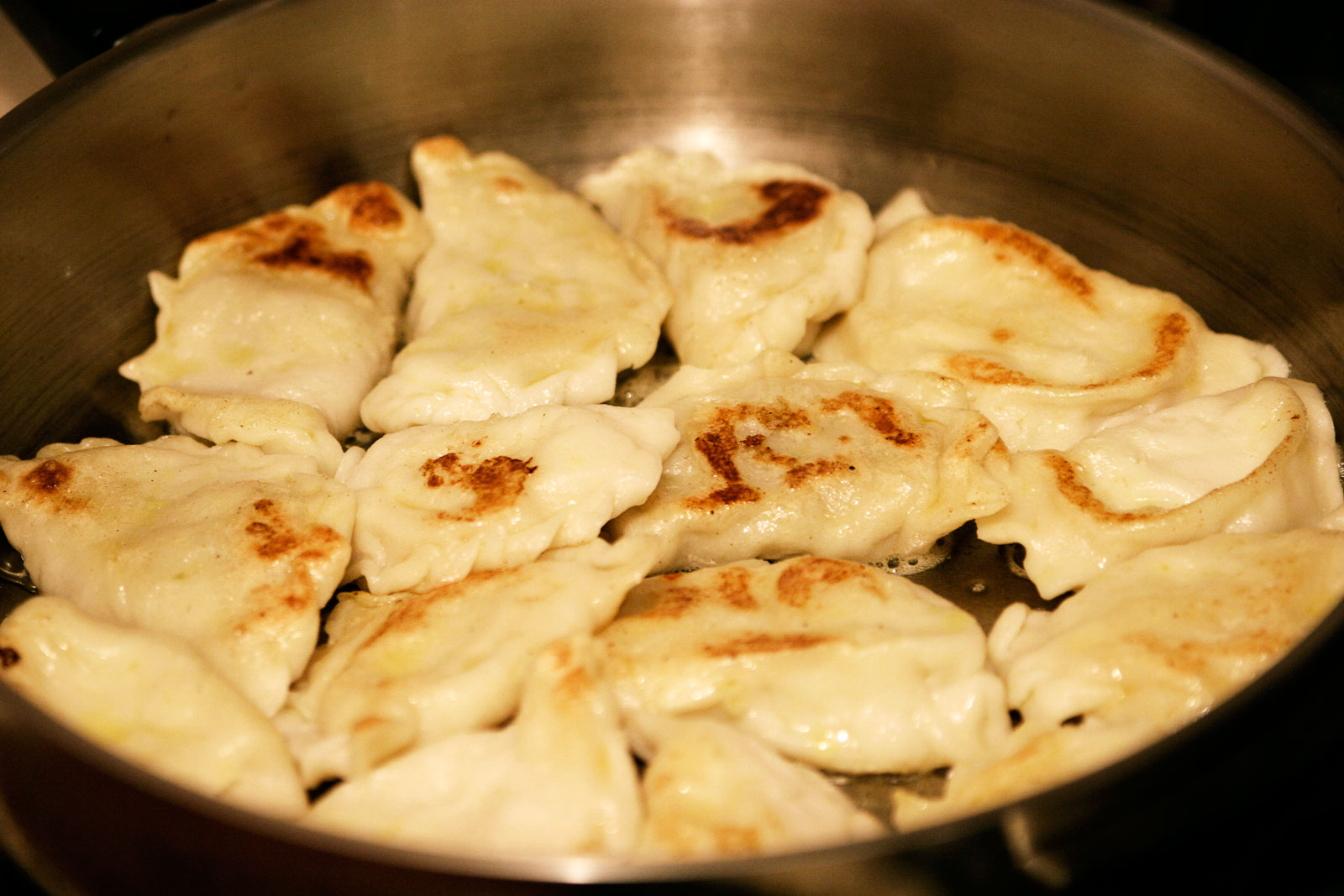
Pierogi

Na kształtowanie się swoistych cech kuchni polskiej miały wpływ przemiany historyczne. Na przestrzeni dziejów kuchnia polska ulegała wpływom i zmianom regionalnym, zwłaszcza że tereny Rzeczypospolitej Polskiej historycznie zamieszkiwała zmieniająca się mozaika narodów. W efekcie silne są kulinarne wpływy wschodnie (tatarsko-tureckie, wcześniej mongolskie), rusińskie, niemieckie, francuskie, włoskie i żydowskie.
Najpopularniejsze polskie potrawy (wszystkie są popularne także w krajach sąsiednich) to m.in.: pierogi, kasze, kluski, gołąbki, bigos, zupy (kapuśniak, krupnik, barszcz czerwony, żur, rosół, z kwaśnych wiśni), potrawy z kapusty i ziemniaków, pieczywo (chleb żytni, pszenny), ciasta, warzywa, owoce (jabłka, gruszki, rozmaite jagody, porzeczki), ser biały, jak i wszelkiego rodzaju mięsa (głównie wieprzowe, drobiowe i wołowe), rozmaicie przygotowane, oraz w mniejszym stopniu ryby morskie i słodkowodne. Specyficznym polskim deserem są faworki, popularne są też inne wypieki, w tym babki, pierniki czy pączki.
Wśród napojów alkoholowych wódka pędzona ze zbóż i ziemniaków wyparła rozpowszechniony niegdyś miód pitny. Piwo, w Polsce chmielowe, jest napojem tradycyjnym i pospolitym, podczas gdy wino – mniej.
Popularnym napojem jest herbata (zwykle czarna) pita do niedawna głównie w szklankach, często z dodatkiem plasterka cytryny i słodzona cukrem. Herbata przybyła do Polski z Anglii wkrótce po jej ukazaniu się w Europie Zachodniej (za sprawą kupców holenderskich). Jednak jej rozpowszechnienie przypisywane jest zaborcom rosyjskim w XIX wieku. Wówczas do polskich domów trafiły samowary z Rosji, gdzie herbata niezależnie pojawiła się w postaci daru z Chin na dworze carskim, na ok. 50 lat przed jej rozpowszechnieniem w Holandii. Popularna jest także kawa, powszechnie pita w Polsce od XVIII wieku, także przez niższe warstwy społeczne, jak rzemieślnicy czy zamożne chłopstwo.